# Джуліо Мазаріні
Джу́ліо Мазарі́ні, (італ. Giulio Raimondo Mazzarino, фр. Jules Mazarin); 14 липня 1602 — 9 березня 1661) — кардинал Римо-Католицької Церкви, головний міністр Франції (1643—1661). Герцог Ретеля, Маєнни і Невера (1643—1661). Французький дипломат (з 1639) і політичний діяч при дворі французького короля Луї XIV. Представник італійського роду Мазаріні. Народився в Пешині, Італія. Став наступником кардинала Рішельє на посаді голови французького уряду. Керував Францією після Тридцятилітньої війни, реалізовував положення Вестфальського миру. Був меценатом, патроном мистецтв. Започаткував Бібліотеку Мазаріні в Парижі. Помер у Венсенні, Франція. Інші варіанти написання прізвища — Мадзарі́но, Маццарі́но, Мазаре́н.

## Біографія
Народився 14 липня 1602 року в містечку Пешина в області Абруццо (Італія), що на той час належала Неаполітанському королівству. Шляхетський рід Мазаріні служив могутньому князеві Колонні. Молодий Джуліо за рекомендацією князя вступив на службу до папської курії, де проявив себе здібним дипломатом.
1630 року був посланий до Франції, познайомився з Рішельє і фактично став його агентом в Італії. З 1635 року — папський посол у Римі. За протекцією Рішельє став кардиналом 1636 року. Після смерті 1638 року «Сірого кардинала» отця Жозефа Мазаріні стає фактично найближчим співробітником Рішельє. На передсмертне прохання кардинала Рішельє, король Людовик XIII призначив Мазаріні першим міністром і членом королівської ради, що складалася з трьох осіб (1642). 1643 року помер король.
Регентшею проголосили королеву Анну. Всі знали про довголітню ворожнечу між королевою і Рішельє. Двір був упевнений в падінні його прихильника, але він зумів підкорити серце гордої королеви. Принци крові й титулована шляхта зненавиділи «безрідного фаворита». Але перші п'ять років його правління принесли Франції успіхи в зовнішній політиці. Французька армія здобула ряд перемог над іспанцями у Тридцятирічній війні. Мазаріні був одним із творців Вестфальського миру, який завершив війну. Він здійснював економічну політику Рішельє: збільшував централізовану ренту коштом підвищення податків.

## Мазаріні і Фронда
1648 року у Франції почалась громадянська війна — Фронда. Проти Мазаріні виступили купці, ремісники, що страждали від податків, і шляхта, яка намагалась відновити колишні феодальні привілеї, знищені Рішельє.
Заворушення втягнули у свою орбіту і селян, які нападали на дворянські маєтки. Улітку 1648 року боротьба між Мазаріні й представниками шляхти, паризьким парламентом, купцями й ремісниками загострилось до краю. У серпні всі вулиці Парижа були перекриті барикадами. Говорили про штурм Лувру. Королева з дітьми та Мазаріні таємно покинули місто і сховались у заміському палаці Рюель. Проте різнорідність інтересів учасників Фронди дозволили кардиналові шляхом певних поступок досягти миру.
Однак мир виявився крихким. Перший принц крові, один з визнаних полководців Луї Конде став на чолі так званої «Фронди принців». Супротивники Мазаріні змагались у створенні проти нього епіграм і памфлетів — так званих «мазарінад».
Арешт Конде викликав загальне обурення, принци і парламент знов об'єдналися. Ухвалою парламенту Мазаріні був вигнаний з країни, він влаштувався в Кельні. Перебуваючи у вигнанні, Мазаріні постійно листувався з королевою, і незабаром майбутній король Людовик XIV опинився під його впливом. Говорили, що Мазаріні так само керував справами з Кельна, як із Лувру. Він небезуспішно підсилював розбрати між ватажками «фронди принців». 21 жовтня молодий король урочисто в'їхав до Парижа, цю подію вважають кінцем Фронди.
1653 року Мазаріні повернувся до Парижа й до самої смерті посідав посаду першого міністра.

## Мазаріні та оцінки сучасників

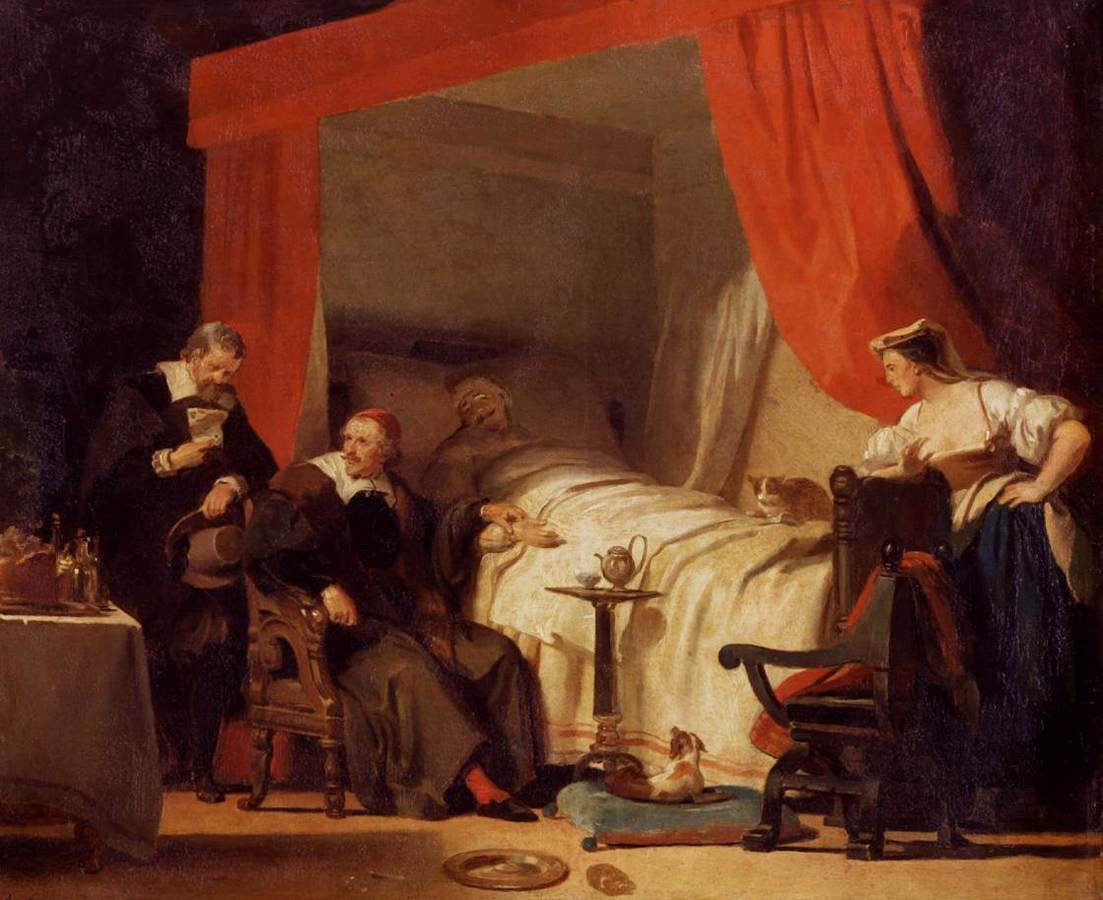
Кардинал Мазаріні на смертному ложі. Художник А. Е. Фрагонар.

Мазаріні — герой багатьох мемуарів сучасників. Він зазвичай зображується хитрим і цинічним, але водночас талановитим.
Франсуа де Ларошфуко писав про нього: «Розум його був обширний і працелюбний, сповнений підступності, характер гнучкий». Людовик XIV, один із найвластолюбніших монархів в історії, за життя Мазаріні був номінальним королем, хоча досяг повноліття. Мазаріні був знаний як бібліофіл. Його зібрання книг започаткувало створення національної бібліотеки. Саме він запросив до Парижа оперну трупу з Італії. Іноді проявляв невластиву своєму часу терпимість до антиурядових поглядів, зокрема захоплювався «Листами провінціала» Паскаля.
Перед смертю Мазаріні рекомендував Людовику XIV призначити першим міністром Кольбера.

## У культурі

### Кінематограф
- 1945 — «Жером Перро, герой барикад» (Франція, реж. Абель Ґанс; актор — Робер Ле Віган);
- 1953 — «Таємниці Версаля» (Франція, реж. Саша Гітрі, актор — Самсон Файнзільбер);
- 1956 — «Якби нам розповіли про Париж» (Франція, реж. Саша Гітрі, актор — Самсон Файнзільбер);
- 1962 — «Залізна маска» (Франція — Італія, реж. Анрі Декуен, актор — Енріко Марія Салерно);
- 1975 — «Кардинал де Рец» (т/ф, Франція, реж. Бернар да Коста, актор — Алан Мотте[fr]);
- 1977 — «Рішельє» (мінісеріал, Франція, реж. Жан-П'єр Декур, актор — Жан Негроні[fr])
- 1978 — «Мазаріні» (мінісеріал, Франція, реж. П'єр Кардіналь, актор — Франсуа Пер'є);
- 1986 — «Війна жінок» (серіал, актор — Філіпп Лоденбаш[fr]);
- 1989 — «Повернення мушкетерів» (Велика Британія, Франція, Іспанія, реж. Річард Лестер, актор — Філіпп Нуаре);
- 1992 — «Мушкетери двадцять років по тому» (СРСР — Росія — Франція, реж. Георгій Юнгвальд-Хількевич, актор — Анатолій Равикович)
- 1993 — «Таємниця королеви Анни, або Мушкетери тридцять років потому» (СРСР — Росія, реж. Георгій Юнгвальд-Хількевич, актор — Анатолій Равикович)
- 1993 — «Луї, король — дитя[fr]» (Франція, реж. Роже Планшон, актор — Паоло Граціозі);
- 2002 — «Мадемуазель Мушкетер» (США, реж. Стив Боюм, актор — Жерар Депардьє);
- 2002 — «Бланш» (Франція, реж. Берні Бонвуазен, актор — Жан Рошфор);
- 2005 — «Юні мушкетери» (мінісеріал, США, Канада, реж. Джордж Ершбеймер, Річард Мартін та ін., актор — Майкл Айронсайд);
- 2007 — «Повернення мушкетерів, або Скарби кардинала Мазаріні» (Росія, реж. Георгій Юнгвальд-Хількевич, актор — Анатолій Равикович);
- 2009 — «Королева і кардинал[ru]» (т/ф, Франція — Італія, реж. Марк Рів'єр, актор — Філіпп Торретон).

### Художня література
- Роман Александра Дюма «Двадцять років потому».
- У оповіданні «Камінь Мазаріні» Артура Конан Дойла події відбуваються навколо іменного діаманта.